# Ema Tóthová
Ema Tóthová (* 6. August 2007 in Nové Zámky) ist eine slowakische Eishockeyspielerin.

## Karriere
Ema Tóthová begann in ihrer Heimatstadt beim HC Nové Zámky mit dem Eishockeyspielen und vertritt jeweils mit einer Ausnahmegenehmigung seit der Saison 2020/21 die U16- und seit der Saison 2021/22 die U18-Juniorenmannschaft des Vereins. Zudem gehört sie seit der Saison 2021/22 auch zur ersten Mannschaft des ŠKP Bratislava, mit der sie in der European Women’s Hockey League spielt.

### International
Bereits im Alter von 14 Jahren debütierte Ema Tóthová bei den U18-Weltmeisterschaft 2022 für die Slowakei und half mit zwei Toren dabei, dass sich die Slowakei knapp nur aufgrund des besseren direkten Vergleiches für das Viertelfinale qualifizieren konnte, wo man klar gegen die kanadische Mannschaft verlor. Im darauffolgenden Jahr nahm sie mit der Slowakei erneut an der U18-Weltmeisterschaft teil und konnte sich mit der U18-Auswahl für das Viertelfinale qualifizieren, wo diese gegen Schweden unterlag. Mit sechs Vorlagen war Ema Tóthová hinter Nela Lopušanová die zweitbeste Scorerin der Slowakei. Nachdem sie zudem mit der slowakischen U16-Nationalmannschaft beim Europäischen Olympischen Winter-Jugendfestival 2023 im Eishockeyturnier die Silbermedaille gewonnen hatte, wurde sie im Alter von 16 Jahren für die Weltmeisterschaft 2023 nominiert, wo die slowakische Nationalmannschaft in der Division IA antrat. Ihr Debüt bei einer Weltmeisterschaft gab sie im ersten Spiel gegen China, welches knapp mit 0:1 verloren ging. Im weiteren Turnierverlauf verlor Ema Tóthová mit der slowakischen Mannschaft überraschend auch alle anderen Spiele, wodurch diese in die Division IB der Weltmeisterschaft abstieg.

## Erfolge und Auszeichnungen
- 2024 Aufstieg in die Division IA bei der Weltmeisterschaft der Division IB